# Dauði Baldrs
Dauði Baldrs (nórdico antigo para "Baldr's Death" ou "A Morte de Balder") é o quinto álbum da banda solo norueguesa Burzum. Ao contrário do trabalho anterior do Burzum, que era principalmente black metal, este é um álbum dark ambient. Foi gravado com um sintetizador e um gravador  por Varg Vikernes enquanto ele estava na prisão, já que ele não tinha permissão para ter nenhum outro instrumento ou equipamento de gravação. Foi concluído em poucos meses devido ao seu acesso limitado a sintetizadores, o que também aconteceu com o álbum seguinte, Hliðskjálf.

## Conceito
O álbum é sobre o legado de Balder, o segundo filho de Odin na mitologia nórdica. Provavelmente um álbum conceitual, já que todo o álbum leva ao Ragnarök, a batalha no fim do mundo na mitologia nórdica.

## Música
Estilisticamente, o álbum é uma mistura de música medieval, ambiente, neoclássica e minimalismo, uma mudança distinta do black metal cru que caracterizou os trabalhos anteriores de Burzum. Algumas canções são muito folclóricas e medievais, enquanto outras são esparsas, hipnóticas e minimalistas, particularmente "Illa tiðandi". O álbum foi descrito por muitos como "dungeon synth". "Móti Ragnarokum" contém seções monofônicas misturadas com outras seções mais espessas. "Illa tiðandi" é facilmente a faixa mais minimalista, com apenas duas seções sendo repetidas ao longo da duração de 10:29, ambas melodias simples de piano, eventualmente acompanhadas por um canto coral.
"Illa tiðandi" é uma versão alternativa da música "Decrepitude I", enquanto "Bálferð Baldrs" é uma versão ambiente do riff principal da música "Jesu død". "Moti Ragnarokum" é uma versão estendida e ambiente da música "Mace Attack". Duas dessas canções apareceram no álbum anterior do Burzum, Filosofem.
A música "Dauði Baldrs" foi posteriormente reorganizada em um estilo black metal como a música "Belus død" no álbum Belus de 2010, embora tenha sido composta nos anos 90 em "Wotans Verhängnis" e não tenha sido lançada.

## Lançamento

Capa alternativa Balders Død

O álbum foi originalmente chamado de Balders Død. O CD promocional da Misanthropy enviado antes do lançamento do álbum tinha este título, bem como uma capa diferente. Além disso, algumas cópias do álbum têm um erro de impressão do logotipo do Burzum, soletrando "Burzu". As raras impressões originais do LP incluem um livreto de oito páginas com arte e texto em norueguês, bem como um conjunto de seis cartas de tarô. A capa adornada com suástica usada por um homem na capa é uma cópia quase exata da capa usada pelo personagem Thordur em When the Raven Flies.

## Recepção
| Críticas profissionais | Críticas profissionais |
| Avaliações da crítica  | Avaliações da crítica  |
| Fonte                  | Avaliação              |
| ---------------------- | ---------------------- |
| AllMusic               | [ 7 ]                  |
| Aversion Online        | Negativa               |
| Sputnikmusic           | [ 1 ]                  |

A Sputnik Music deu ao álbum uma avaliação de 1,5 de 5, dizendo que são "40 minutos de um assassino neonazista enlouquecido tocando um piano de brinquedo. Tem apenas metade da graça que parece ter."

## Lista de Faixas
| N.º            | Título              | Duração |  |
| 1.             | "Dauði Baldrs"      | 8:49    |  |
| 2.             | "Hermoðr á Helferð" | 2:41    |  |
| 3.             | "Bálferð Baldrs"    | 6:05    |  |
| 4.             | "Í heimr Heljar"    | 2:02    |  |
| 5.             | "Illa tiðandi"      | 10:29   |  |
| 6.             | "Móti Ragnarǫkum"   | 9:04    |  |
| Duração total: | Duração total:      | 39:10   |  |

## Ficha Técnica
- Varg Vikernes – sintetizadores, engenharia de áudio, composição
- Pytten – masterização